# Maladies des agrumes

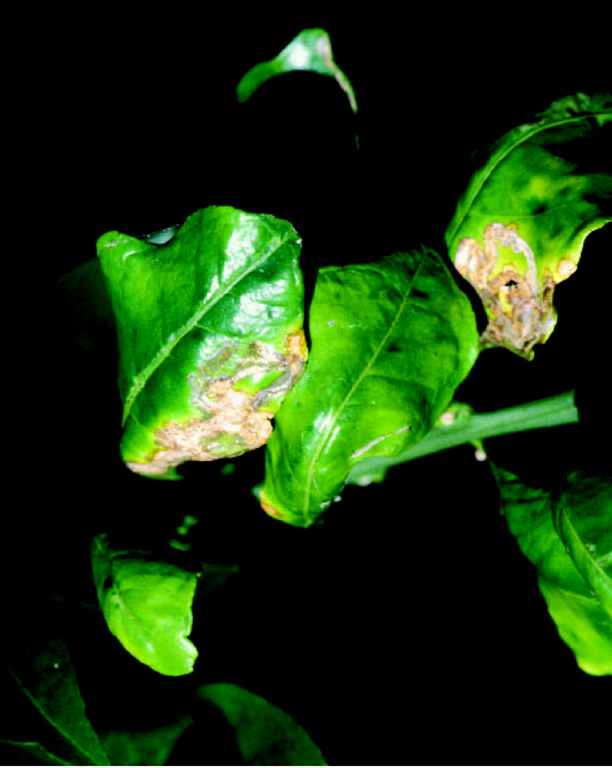

Les maladies des agrumes (genre Citrus) peuvent être d'origine bactérienne, fongique, ou virale, ou dues à des viroïdes, à des agents pathogènes transmissibles par greffage (PTG) ou à des phytoplasmes.

## Maladies bactériennes
| Maladies                                                       | Agents pathogènes                                                   |
| -------------------------------------------------------------- | ------------------------------------------------------------------- |
| Taches bactériennes                                            | Xanthomonas campestris pv. citrumelo                                |
| Flétrissement des agrumes                                      | Pseudomonas syringae                                                |
| Chancre bactérien des agrumes, chancre citrique                | Xanthomonas axonopodis = Xanthomonas campestris pv. citri           |
| Chlorose panachée des agrumes ou chlorose variégée des agrumes | Xylella fastidiosa                                                  |
| Maladie du dragon jaune = verdissement des agrumes             | Candidatus Liberibacter asiaticus Candidatus Liberibacter africanus |

## Maladies fongiques
| Maladies                                                   | Agents pathogènes |
| ---------------------------------------------------------- | --- |
| Albinisme des plants                                       | Alternaria alternata = Alternaria tenuis Aspergillus flavus |
| Alternariose ou pourriture noire                           | Alternaria citri |
| Anthracnose                                                | Glomerella cingulata Colletotrichum gloeosporioides (anamorphe) |
| Taches noires des agrumes                                  | Thanatephorus cucumeris = Pellicularia filamentosa Rhizoctonia solani (anamorphe) |
| Pourridié noir                                             | Thielaviopsis basicola Chalara elegans (synanamorphe) |
| Pourriture noire, alternariose des agrumes                 | Alternaria citri |
| Tache noire des agrumes                                    | Guignardia citricarpa Phyllosticta citricarpa (synanamorphe) |
| Pourriture bleue, moisissure bleue                         | Penicillium italicum |
| Pourriture verte, moisissure verte                         | Penicillium digitatum |
| Gommose parasitaire                                        | Phytophthora citricola Phytophthora citrophthora Phytophthora hibernalis Phytophthora nicotianae var. parasitica = Phytophthora parasitica Phytophthora palmivora Phytophthora syringae |
| Pourriture charbonneuse                                    | Macrophomina phaseolina |
| Taches noires des agrumes                                  | Guignardia citricarpa |
| Fonte des semis                                            | Pythium sp. Pythium aphanidermatum Pythium debaryanum Pythium rostratum Pythium ultimum Pythium vexans Rhizoctonia solani                                                               |
| Oléocellose                                                | altération physiologique de la peau du fruit |
| Gommose et pourriture de l'extrémité des tiges à Diplodia  | Lasiodiplodia theobromae = Botryodiplodia theobromae = Diplodia natalensis Botryosphaeria rhodina (téléomorphe)                                                                         |
| Gommose et pourriture à Dothiorella                        | Botryosphaeria ribis Dothiorella gregaria (anamorphe) |
| Complexe de pourritures racinaires sèches                  | Nectria haematococca Fusarium solani (anamorphe) avec d'autres agents pathogènes envahissant les blessures                                                                              |
| Pourriture sèche (fruit)                                   | Ashbya gossypii Nematospora coryli |
| Moucheture                                                 | Schizothyrium pomi Zygophiala jamaicensis (anamorphe) |
| Pourriture fusarienne (fruit)                              | Fusarium spp. |
| Flétrissement fusarien                                     | Fusarium oxysporum f.sp. citri |
| Pourriture grise (fruit)                                   | Botrytis cinerea |
| Taches graisseuses                                         | Mycosphaerella citri Stenella citri-grisea (anamorphe) |
| Pourriture du cœur                                         | Ganoderma applanatum Ganoderma brownii Ganoderma lucidum et d'autres basidiomycètes |
| Taches foliaires                                           | Mycosphaerella horii Mycosphaerella lageniformis |
| Mal secco (mal sec ou maladie du dessèchement des agrumes) | Phoma tracheiphila = Deuterophoma tracheiphila |
| Mancha foliar de los citricos (tache foliaire des agrumes) | Alternaria limicola |
| Mélanose                                                   | Diaporthe citri Phomopsis citri (anamorphe) |
| Pourriture des fruits à Mucor                              | Mucor paronychia Mucor racemosus |
| Pourridié                                                  | Armillaria mellea = Clitocybe tabescens Rhizomorpha subcorticalis (anamorphe) |
| Pourridié à Phymatotrichum                                 | Phymatotrichopsis omnivora |
| Pourriture de l'extrémité des tiges à Phomopsis            | Phomopsis citri Diaporthe citri (téléomorphe) |
| Gommose et pourriture racinaire à Phytophthora             | Phytophthora citrophthora Phytophthora hibernalis Phytophthora nicotianae var. parasitica = Phytophthora parasitica Phytophthora palmivora Phytophthora syringae                        |
| Maladie rose                                               | Erythricium salmonicolor = Corticium salmonicolor Necator decretus (anamorphe) |
| Moisissure rose                                            | Gliocladium roseum |
| Pourriture à Pleospora                                     | Pleospora herbarum Stemphylium herbarum (anamorphe) |
| Pourriture racinaire à Poria                               | Oxyporus latemarginatus = Poria latemarginata |
| Chute des fruits post-floraison                            | Colletotrichum acutatum |
| Oïdium                                                     | Oidium tingitaninum = Acrosporium tingitaninum |
| Pourriture à Rhizopus                                      | Rhizopus stolonifer |
| Gommose de Rio Grande                                      | Peut-être Lasiodiplodia theobromae Hendersonula toruloidea et d'autres agents inconnus                                                                                                  |
| Pourriture des radicelles                                  | Pythium rostratum Pythium ultimum |
| Pourridié à Rosellinia                                     | Rosellinia sp. |
| Galle commune des agrume                                   | Elsinoë fawcettii Sphaceloma fawcettii (anamorphe) |
| Sclérotiniose                                              | Sclerotinia sclerotiorum |
| Septoriose                                                 | Septoria citri |
| Taches de suie                                             | Gloeodes pomigena |
| Pourriture amère                                           | Geotrichum citri-aurantii Galactomyces citri-aurantii (téléomorphe) Galactomyces candidum Galactomyces geotrichum (téléomorphe)                                                         |
| Gale de l'orange douce                                     | Elsinoë australis |
| Pourriture à Trichoderma                                   | Trichoderma viride Hypocrea sp. (téléomorphe) |
| Pourridié à Ustulina                                       | Ustulina deusta Nodulisporium sp. (anamorphe) |
| Pourridié blanc                                            | Rosellinia sp. Rosellinia necatrix Dematophora necatrix (anamorphe) Rosellinia subiculata                                                                                               |

## Maladies virales
| Maladies                                      | Agents pathogènes |
| --------------------------------------------- | --- |
| Frisolée des agrumes                          | Virus de la frisolée des agrumes (CLRV, Citrus leaf rugose virus) |
| Mosaïque jaune des agrumes                    | Virus de la mosaïque jaune des agrumes (CiYMV), Citrus yellow mosaic virus, (Badnavirus tessellocitri), genre Badnavirus |
| Léprose des agrumes                           | Virus C de la léprose des agrumes (CiLV-C, Citrus leprosis virus C), Virus C2 de la léprose des agrumes (CiLV-C2, Citrus leprosis virus C2), Virus des taches vertes de l'Hibiscus (HGSV-2, Hibiscus green spot virus 2) Virus N de la léprose des agrumes (CiLV-N, Citrus leprosis virus N), Virus des taches nécrotiques des agrumes (CiNSV, Citrus necrotic spot virus) |
| Nanisme du satsuma                            | Virus du nanisme du satsuma (SDV), satsuma dwarf virus, (Sadwavirus citri) |
| Panachure infectieuse des agrumes             | Virus de la panachure infectieuse des agrumes (CVV, Citrus variegation virus) |
| Psorose des agrumes                           | Virus de la psorose des agrumes (CPsV, Citrus psorosis virus) |
| Feuille déchiquetée des agrumes (Tatter leaf) | Virus des feuilles déchiquetées des agrumes (CiTLV Citrus tatter leaf virus), genre Capillovirus, considéré comme une souche du virus de la cannelure de la tige du pommier (ASGV Apple stem grooving virus) |
| Tristeza des agrumes                          | Virus de la tristeza des agrumes (CTV, Citrus tristeza virus), genre Closterovirus |

## Maladies à viroïdes ou agents pathogènes transmissibles par greffage (PTG)
| Maladies                             | Agents pathogènes                                       |
| ------------------------------------ | ------------------------------------------------------- |
| Virus des oranges navel algériennes  | PTG                                                     |
| Cachexie                             | Viroïde de la cachexie des agrumes (Hostuviroid)        |
| Nanisme chlorotique                  | PTG transmis par des aleurodes                          |
| Nanisme des agrumes                  | Viroïdes divers                                         |
| Marbrure jaune des agrumes           | PTG                                                     |
| Taches annulaires jaunes des agrumes | PTG                                                     |
| Cristacortis                         | PTG                                                     |
| Exocortis                            | Viroïde de l'exocortis des agrumes (CEVd) Pospiviroidae |
| Impietratura                         | PTG                                                     |
| Indian citrus ringspot               | PTG                                                     |
| Enroulement des feuilles             | PTG                                                     |
| Léprose des agrumes                  | PTG associé à des acariens du genre Brevipalpus spp.    |
| Maladie du kumquat de Nagami         | PTG                                                     |
| Énation des nervures = woody gall    | PTG (peut-être un Luteovirus)                           |
| Xyloporose = cachexie                | Viroïde de la cachexie des agrumes (Hostuviroid)        |
| Jaunissement des nervures            | PTG                                                     |

## Maladies à phytoplasmes
| Maladies                                   | Agents pathogènes                               |
| ------------------------------------------ | ----------------------------------------------- |
| Dépérissement australien des agrumes       | procaryote inconnu ?                            |
| Stubborn des agrumes = balais de sorcières | Spiroplasma citri (transmis par des cicadelles) |